# Tomosvaryella anomala
Tomosvaryella anomala är en tvåvingeart som beskrevs av Hardy 1949. Tomosvaryella anomala ingår i släktet Tomosvaryella och familjen ögonflugor. Inga underarter finns listade i Catalogue of Life.